# 培根 (堪薩斯州)
培根（英語：Bacon）是位於美國堪薩斯州林肯縣的一個鬼鎮。

## 歷史
培根的郵政局於1879年設立，直到1902年結束營運。

## 地理
培根所處的海拔為高於海平面477米（即1565英呎），而該地所採用的時區為UTC-6，即北美中部時區（CST）。同時該地設有夏令時間，為UTC-6調快一小時，即UTC-5（CDT）。